# داجات ساهاکیان

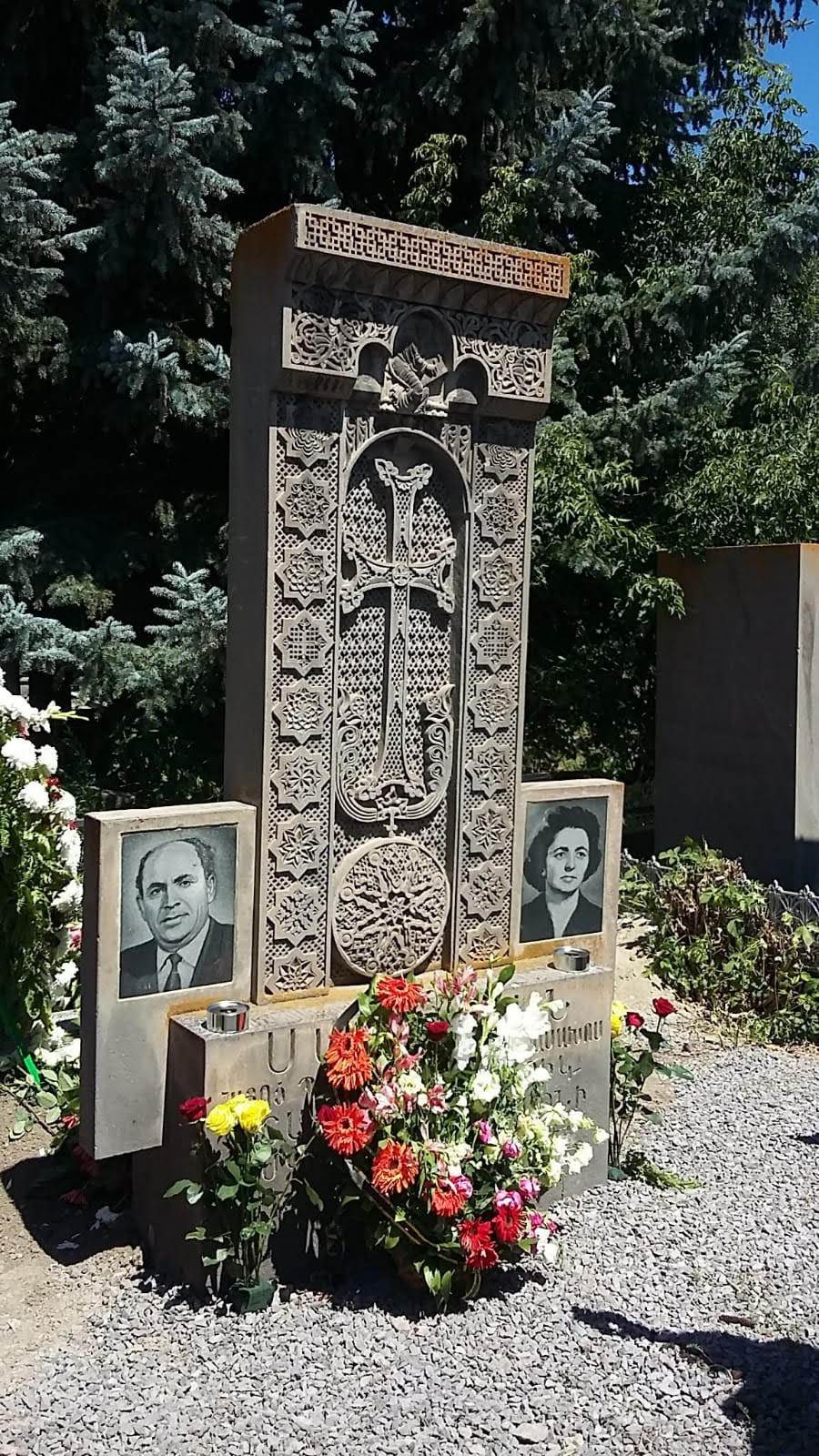
مقبره داجات ساهاکیان و همسرش کناریک ساهاکیان، برناکوت

داجات مکرتیچ ساهاکیان (ارمنی: Տաճատ Մկրտչի Սահակյան؛ ۸ ژوئیه ۱۹۱۶ - ۱۶ ژانویه ۱۹۹۹) تاریخ‌نگار، ارمنی‌شناس، معلم، استاد، برنده جایزه “برتری در آموزش عمومی”، و عضو حزب کمونیست اتحاد جماهیر شوروی (۱۹۴۲) بود. او از شرکت‌کنندگان جنگ آزادسازی بزرگ میهنی بود.

## زندگی‌نامه
داجات ساهاکیان در سال ۱۹۱۶ در منطقه برناکوت، سیسیان متولد شد.نیکوغایوس آدونتس، که خویشاوند و پژوهشگر روسی در بیزانس و ارمنی‌شناسی  و اهل برناکوت بود، پیشنهاد کرد که نام وی را داجات نام‌گذاری کنند، به افتخار داجات گنتونی، شهید نبرد آوارایر (۴۵۱).
زمانی که داجات کودکی دو ساله بود، پدرش را از دست داد. در سال ۱۹۳۶، او با افتخارات از دبیرستان سیسیان فارغ‌التحصیل شد و در سال ۱۹۴۰ نیز با کسب نتایج عالی، از دانشکده تاریخ دانشگاه دولتی علوم پرورشی خاچاطور آبوویان ارمنستان فارغ‌التحصیل شد. داجات ساهاکیان به روستای زادگاهش بازگشت و در یک مدرسه متوسطه کار کرد.
در سال ۱۹۴۰، او به خدمت نظامی در ارتش سرخ فراخوانده شد. در روز آغاز جنگ - ۲۲ ژوئن ۱۹۴۱ - هنگ چهارم توپخانه در منطقه نظامی ویژه کی‌یف در شهر برودی مستقر بود و مورد حمله نیروهای آلمانی قرار گرفت. ساهاکیان در هنگ به عنوان معاون مربی سیاسی خدمت می‌کرد و در یکی از تهاجمات در اوت ۱۹۴۱ زخمی شد. پس از بهبودی، او به منطقه نظامی قفقاز بازگشت و ابتدا در تفلیس و سپس از فوریه ۱۹۴۲ در هنگ تفنگداری لشکر ارمنی خدمت کرد. او در سال ۱۹۴۲ به حزب کمونیست پیوست. در سپتامبر ۱۹۴۲، او در نبردهای منطقه توآپس به عنوان بخشی از لشکر ۴۰۸ ارمنی شرکت کرد. او در یکی از نبردهای شدید که در منطقه توآپس-گویخ و در دره اوستروفسکی رخ‌داد، زخمی‌ شد و پس از درمان مرخص شد. او به دریافت نشان جنگ میهنی درجه یک، مدال “برای شجاعت”  برای پیروزی بر آلمان در جنگ میهنی بزرگ ۱۹۴۱-۱۹۴۵”، و همچنین نشان “برتری در آموزش عمومی” و دیپلم رئیس شورای عالی SSR ارمنستان نائل آمد.
در سال تحصیلی ۱۹۴۳-۱۹۴۴، داجات ساهاکیان تدریس تاریخ و زبان آلمانی را در دبیرستان روستای زادگاهش برنکوت آغاز کرد. در سپتامبر ۱۹۴۴، او به مدرسه کارشناسی ارشد در دانشگاه دولتی علوم پرورشی خاچاطور آبوویان ارمنستان در ایروان وارد شد و در دپارتمان تاریخ مردم ارمنستان کار کرد.
در سال ۱۹۴۹، او پایان‌نامه خود را با عنوان “پادشاهی سیونیک” به انجام رساند و درجه‌ی علمی کاندیدای علوم تاریخی را دریافت کرد و در سال ۱۹۵۶ عنوان دانشیار به او اعطا شد.
او به مدت ۵۰ سال درس ویژه‌ای در مورد تاریخ مردم ارمنستان در دانشکده تاریخ و فلسفه مؤسسه آموزشی خاچاطور آبویان تدریس کرد.
در ۲۹ نوامبر ۱۹۹۱، با توجه به سال‌ها فعالیت علمی و آموزشی ثمربخش او، دپارتمان تاریخ مردم ارمنستان به او عنوان استاد اعطا کرد.
داجات ساهاکیان در فعالیت‌های اجتماعی فعال بود. او سخنرانی‌ها و گزارش‌های علمی ارائه داد و درباره دستاوردهای جدید در زمینه مطالعات ارمنی در موسسات مختلف ارمنستان صحبت کرد.
او در ۱۶ ژانویه ۱۹۹۹ در ایروان درگذشت. او در روستای زادگاهش برنکوت دفن شد. به درخواست او، یک خط شعر از نویسنده ارمنی رافی بر روی سنگ قبر او حک شده‌است: “آیا زمانی فرا خواهد رسید؟” (ارمنی: “Արդյո՞ք գալու է մի օր ժամանակ…”).

## خانواده
همسر - کناریک ساهاکیان (۱۹۲۲-۲۰۲۰)، شیمی‌دان، معلم.
فرزندان
- آشوت ساهاکیان (۱۹۴۷)، معمار، عضو اتحادیه معماران اتحاد جماهیر شوروی.
- واهان ساهاکیان (۱۹۴۹)، مهندس سایبرنتیک.
- هاسمیک ساهاکیان (۱۹۵۳)، زبان‌شناس.
- ساهاکانوش ساهاکیان (۱۹۶۰)، زبان‌شناس، مترجم، تهیه‌کننده فیلم، روزنامه‌نگار.

## آثار
تاریخ‌نگار داجات ساهاکیان نویسنده تعداد زیادی از مقالات و رسالات علمی است
- " سیونیک در قرون ۱۳-۱۵."
- " نقش ناخارارها (شاهزادگی ارثی در ارمنستان قرون وسطی) در دوران ارساچان."
- " سیونیک در دوره مرزبان (همچنین به عنوان ارمنستان ساسانی شناخته می‌شود)."
- " سقوط پادشاهی ارساچان."
- " ایدئولوژی جنبش ملی و آزادی‌بخش ارمنی رافی".[۱]
- " جنگ آزادیبخش ارمنی ۴۸۱-۴۸۴".
- " احیای استقلال دولتی ارمنستان در ربع آخر قرن نهم."
- " بنیان‌گذاری پادشاهی سیونیک و نقش سیاسی آن در قرن یازدهم."
- " ارمنستان و فرهنگ ارمنی در چشم‌انداز مشاهیر جهان."
- " اهمیت پیشروی ادغام ارمنستان شرقی با روسیه".[۷]

کار علمی داجات ساهاکیان با عنوان “شورش دهقانی در سیونیک در قرن دهم” در سال ۱۹۶۴ به زبان فرانسوی در پاریس منتشر شد.

## جوایز
- نشان جنگ میهنی، درجه اول (۱۹۸۵)[۸]
- مدال “برای شجاعت”[۸]
- مدال "برای پیروزی بر آلمان در جنگ بزرگ میهنی ۱۹۴۱-۱۹۴۵."
- نشان “برتری در آموزش عمومی”
- دیپلم رئیس شورای عالی SSR ارمنستان[۲]
- مدال نام‌گذاری شده خاچاطور آبویان

## یادبود

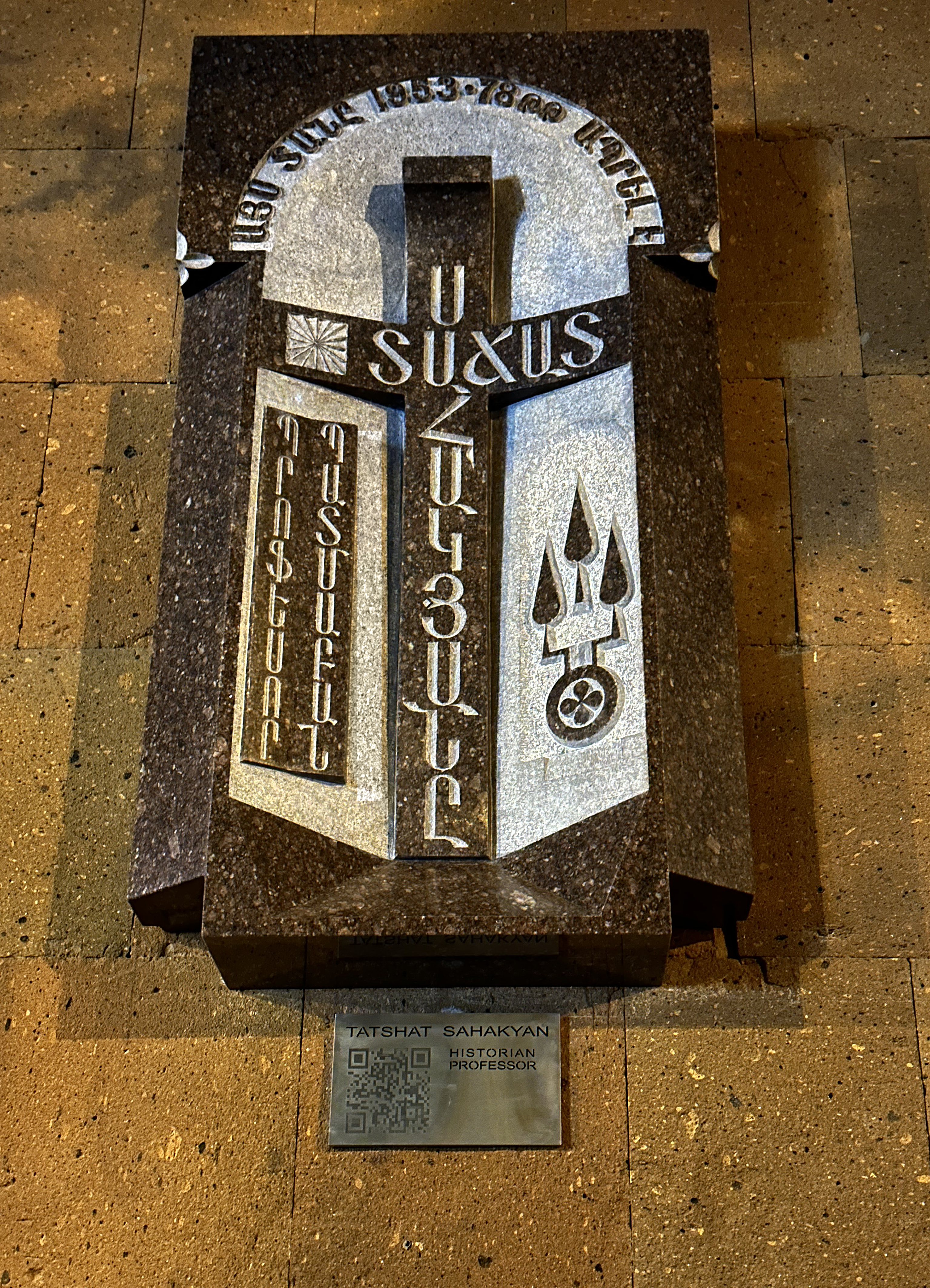
پلاک یادبود بر روی دیوار ساختمان در آدرس: ایروان، خیابان سورب گریگور لوساوریچ ۱۷

در ۳۰ سپتامبر ۲۰۲۳، بر اساس تصمیم شورای شهر شورای شهر ایروان به تاریخ ۲۴ می ۲۰۲۲، شماره ۵۸۷-آ "در مورد نصب پلاک‌های یادبود"، یک پلاک یادبود بر روی دیوار ساختمان در خیابان سورب گریگور لوساوریچ شماره ۱۷ نصب شد.
نویسنده پلاک یادبود معمار آشوت ساهاکیان، عضو اتحادیه معماران اتحاد جماهیر شوروی (سازمان غیردولتی “ArmAuthor”، شماره ۰۸/۵۸۳۰، ۰۲/۰۳/۲۰۲۲)، مجسمه‌ساز کامسار واردانیان، استاد سنگ‌نگاران ناره واردانیان و آرتور واردانیان هستند.